# Reith
| Nombre            | Protonórdico      | Anglosajón   | Nórdico antiguo | Nórdico antiguo |
| Nombre            | *Raiđō            | Rád          | Reið            | Reið            |
| Nombre            | "cabalgar, viaje" |              |                 |                 |
| Forma             | Futhark antiguo   | Futhorc      | Futhark joven   | Futhark joven   |
| Forma             |                   |              |                 |                 |
| Unicode           | ᚱ U+16B1          | ᚱ U+16B1     | ᚱ U+16B1        | ᚱ U+16B1        |
| Transliteración   | r                 | r            | r               | r               |
| Transcripción     | r                 | r            | r               | r               |
| Sonido AFI        | [r]               | [r]          | [r]             | [r]             |
| Puesto alfabético | 5                 | 5            | 5               | 5               |
| Ætt               | Ætt de Freyr      | Ætt de Freyr | Ætt de Freyr    | Ætt de Freyr    |

Reith o reið, que significa  "cabalgar, viaje", es el nombre en nórdico antiguo de la runa equivalente a la letra r. Su forma derivaría directamente de la letra  R del alfabeto latino.
Corresponde con la letra del alfabeto gótico 𐍂 llamada raida. La reconstrucción lingüística en protonórdico para el nombre de esta letra del futhark antiguo, ᚱ, es *raiðō.

## Poemas rúnicos
Los nombres de la runa aparecen registrados en los tres poemas rúnicos como Ræið en noruego, Reið en islandés y Rád en anglosajón:
| Poema rúnico: | Traducción: |
| Noruego antiguo Ræið kveða rossom væsta; Reginn sló sværðet bæzta.                                                      | Cabalgar se dice que es lo peor para los caballos; Regin forjó la mejor de las espadas.                                                            |
| Islandés antiguo Reið er sitjandi sæla ok snúðig ferð ok jórs erfiði. iter ræsir.                                       | Cabalgar es dicha del que va sentado y viaje rápido y dura labor del caballo. ĭter rey.                                                            |
| Anglosajón Rad byþ on recyde rinca gehwylcum sefte ond swiþhwæt, ðamðe sitteþ on ufan meare mægenheardum ofer milpaþas. | Cabalgar parece sencillo para todo guerrero mientras está bajo techo y muy valiente al que atraviesa las carreteras a lomos de un robusto caballo. |